# Рудо (Босния и Герцеговина)
Рудо (босн. Rudo, серб. Рудо / Rudo, хорв. Rudo) — город в восточной части Республики Сербской в составе Боснии и Герцеговины. Центр одноимённой общины в регионе Источно-Сараево.
Расположен к востоку от Сараево.

## Население
Численность населения города по переписи 2013 года составляет 1949 человек, общины — 8834 человека.
Этнический состав населения города Рудо по переписи 1991 года:
- сербы — 1.203 (57,92 %);
- боснийские мусульмане — 731 (35,19 %);
- хорваты — 2 (0,09 %);
- югославы — 68 (3,27 %);
- другие — 73 (3,51 %).

Всего: 2.077 чел.